# Vilardaga (Pinell de Solsonès)
Vilardaga és una masia situada al municipi de Pinell de Solsonès, a la comarca catalana del Solsonès. Construïda en el segle xvi, la construcció actual és del segle xviii, i al costat s'hi ubica la Capella de Sant Joan, també del segle xviii.
A menys de 200 metres a l'oest hi trobem el barranc de Vilardaga, 100 metres més enllà, la masia de Vallcirera i passant de l'est fins al nord, creua la rasa de la Caseta.

## POUM
En el POUM del municipi de Pinell, es justifiquen les següents raons legals que n'aconsellen la recuperació i preservació:
- Paisatgístic: posició en el territori, visibilitat des dels recorreguts principals, integració en el paisatge.
- Mediambiental: l'estructura del medi rural del municipi es fonamenta en un sistema de masies gairebé equidistants que facilita l'explotació i control del medi. L'ocupació permanent de la masia facilitarà l'explotació agrícola i la preservació del medi. Primera residencia.
- Històric: època de construcció segle xviii. Raons històriques del seu enclavament i ús.
- Arquitectònic: Tipologia pròpia de la zona. Elements constructius representatius.